# Yakir Aharonov

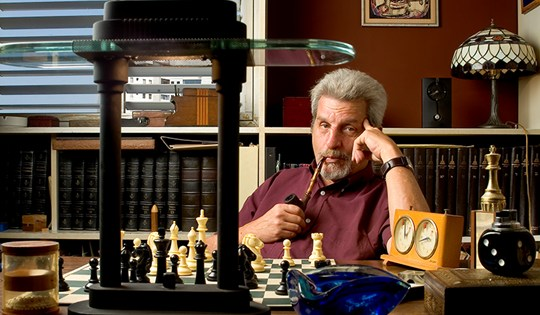
Yakir Aharonov (2006)

Yakir Aharonov (hebräisch יקיר אהרונוב; * 28. August 1932 in Haifa) ist ein israelischer Physiker.

## Leben und Werk
Nach dem Schulbesuch wurde Aharonov zum 18. Geburtstag zur israelischen Armee einberufen. Danach studierte er am Technion, Haifa, wo er 1956 seinen Bachelor machte. Er wechselte an die University of Bristol, wo er 1960 mit einer Arbeit über Quantentheorie promovierte. 1960 bis 1961 war er Postdoktorand an der Brandeis University. Anschließend kehrte er nach Israel zurück, um an der Yeshiva University zu lehren: Bis 1964 als Dozent und dann bis 1967 als außerordentlicher Professor. 1967 bis 1973 war er ordentlicher Professor an der Universität Tel Aviv und der Yeshiva University. Von 1973 bis zu seiner Emeritierung 2006 war er Professor für theoretische Physik in Tel Aviv und an der University of South Carolina. Von 2006 bis 2008 war er Professor am Center for Quantum Studies der George Mason University und seit 2008 ist er Professor für Theoretische Physik und James J. Farley Professor of Natural Philosophy an der Chapman University in Orange County (Kalifornien).
Aharonov interessiert sich für nichtlokale und topologische Effekte der Quantenmechanik und der Quantenfeldtheorien sowie für die Interpretation der Quantenmechanik. 1959 sagte er mit seinem Doktorvater David Bohm den später nach ihnen benannten Aharonov-Bohm-Effekt voraus, der schon im Folgejahr von Robert Chambers erstmals experimentelle Bestätigung erfuhr. In den sechziger Jahren publizierte Aharonov mit Joel Lebowitz und Peter Bergmann eine alternative Formulierung der Quantenphysik, die das Messproblem vermeiden soll.
In seiner Freizeit spielt Aharonov gern Schach. Er ist der Onkel der Quanteninformatikerin Dorit Aharonov.

## Veröffentlichungen
- über 150 Arbeiten in wissenschaftlichen Zeitschriften
- Some problems in the quantum theory of measurements and electromagnetic potentials as observables in the quantum theory. Dissertation, Bristol 1960
- mit Daniel Rohrlich: Quantum paradoxes. Quantum theory for the perplexed. Wiley-VCH, Weinheim und Cambridge 2005, ISBN 3-527-40391-4

## Preise
- 1983 Rothschild Prize in Physics
- 1984 Weizmann Prize in Physics
- 1988–89 Miller Research Professorship award at Berkeley
- 1989 Israel-Preis in Physik
- 1991 Elliott Cresson Medal[4]
- 1993 The Distinguished Scientist Governor Award of South Carolina
- 1995 Hewlett-Packard Europhysics Prize
- 1998 Wolf-Preis
- 2006 EMET-Preis[5]
- 2009 National Medal of Science (USA)[6]
- 2023 Pomerantschuk-Preis[7]

## Mitgliedschaften
- 1978 American Physical Society[8]
- 1990 Israelische Akademie der Wissenschaften
- 1993 National Academy of Sciences
- 2024 Auswärtiges Mitglied der Royal Society
- Ehrendoktorwürden: 1992 Technion-Israel Institute of Technology, 1993 University of South Carolina, 1997 Bristol University, 1999 Universidad de Buenos Aires, 2012 Ben-Gurion-Universität im Negev